# Aldemo Serafim Garcia Júnior
Aldemo Garcia Júnior é diplomata e atualmente ocupa o posto de Cônsul-Geral do Brasil em Hamamatsu, Japão.

## Carreira
Garcia Júnior é filho de Aldemo Serafim Garcia e Joana D'Arc de Andrade Garcia. Nasceu em 24 de abril de 1959 em Natal, Rio Grande do Norte.
Graduou-se em Relações Internacionais pela Universidade de Brasília e formou-se no Curso de Preparação à Carreira Diplomática no Instituto Rio Branco.
Ocupou, no Ministério das Relações Exteriores, cargos na Divisão de Ásia e Oceania e na Divisão de Feiras e Turismo, onde participou de várias missões no exterior. Foi Diretor do pavilhão brasileiro em três feiras internacionais em Genebra, Hong Kong e Cabo Verde.
Foi duas vezes Assessor parlamentar do Itamaraty junto ao Congresso Nacional (1994-1996) (2005), quando participou de missões parlamentares em Nova York e Genebra, entre outras.
Participou de cursos de comércio exterior na Fundação Getúlio Vargas (RJ) e de marketing político em Paris (Université Paris IV Sorbonne) e em Washington. Trabalhou na Comissão Organizadora da Conferência das Nações Unidas sobre o Meio Ambiente, realizada no Rio de Janeiro, em 1992 (Rio 92).
No Ministério da Cultura ocupou, em 2001, o cargo de Secretário-Executivo da Comissão Organizadora do Centenário do Presidente Juscelino Kubitschek, oportunidade em que organizou dezenas de eventos culturais e cívicos comemorativos ao Centenário JK.
No exterior serviu nos seguintes postos: Embaixada do Brasil em Paris (1988-1991), Embaixada do Brasil em Argel (1992-1993), Organização dos Estados Americanos (1997-2000) em Washington, no Consulado-Geral do Brasil em Toronto (2006-2010) e na Embaixada do Brasil no Timor-Leste.
Foi Encarregado de Negócios em missões transitórias em Embaixadas do Brasil nos seguintes países: Moçambique (1986), Camarões (1990), Togo (1996), El Salvador (2008), Kuaite (2009) e Nagoya – Japão (2009). Participou, ainda, de inúmeras delegações oficiais brasileiras em várias áreas de atuação.
Em 2003/2004 foi Assessor Internacional da Presidência da Câmara dos Deputados, onde auxiliou na estruturação de uma Assessoria Internacional na Presidência daquela Casa.
Em 2006 no âmbito do Curso de Altos Estudos (Instituto Rio Branco) elaborou a tese “A Câmara dos Deputados nas Relações Internacionais do Brasil”, que foi selecionada para publicação pelo Centro de Documentação da Câmara dos Deputados.
Foi agraciado, em 2004, com a Ordem do Rio Branco, no grau de Comendador, e em 2011, com a Medalha Presidente Juscelino Kubitschek do Governo de Minas Gerais. E com a Medalha do Mérito Militar em 2015.
Exerceu por cinco anos (2006 a 2010) as funções de Cônsul-Geral Adjunto no Consulado-Geral do Brasil em Toronto (Canadá), período em que organizou uma serie de eventos de promoção da cultura brasileira naquela cidade, entre eles o Brazil Film Fest e o Brazilian Day Canadá.

Aldemo Garcia

Exerceu o cargo de chefe da Assessoria Internacional no Gabinete do Ministro das Comunicações (2011-2012). 
Exerceu o cargo de assessor diplomático da Comissão de Relações Exteriores e Defesa Nacional do Senado Federal (2013-2014).
Em 2015 exerceu o cargo de assessor internacional do Gabinete de Segurança Institucional da Presidência da República em Brasília.

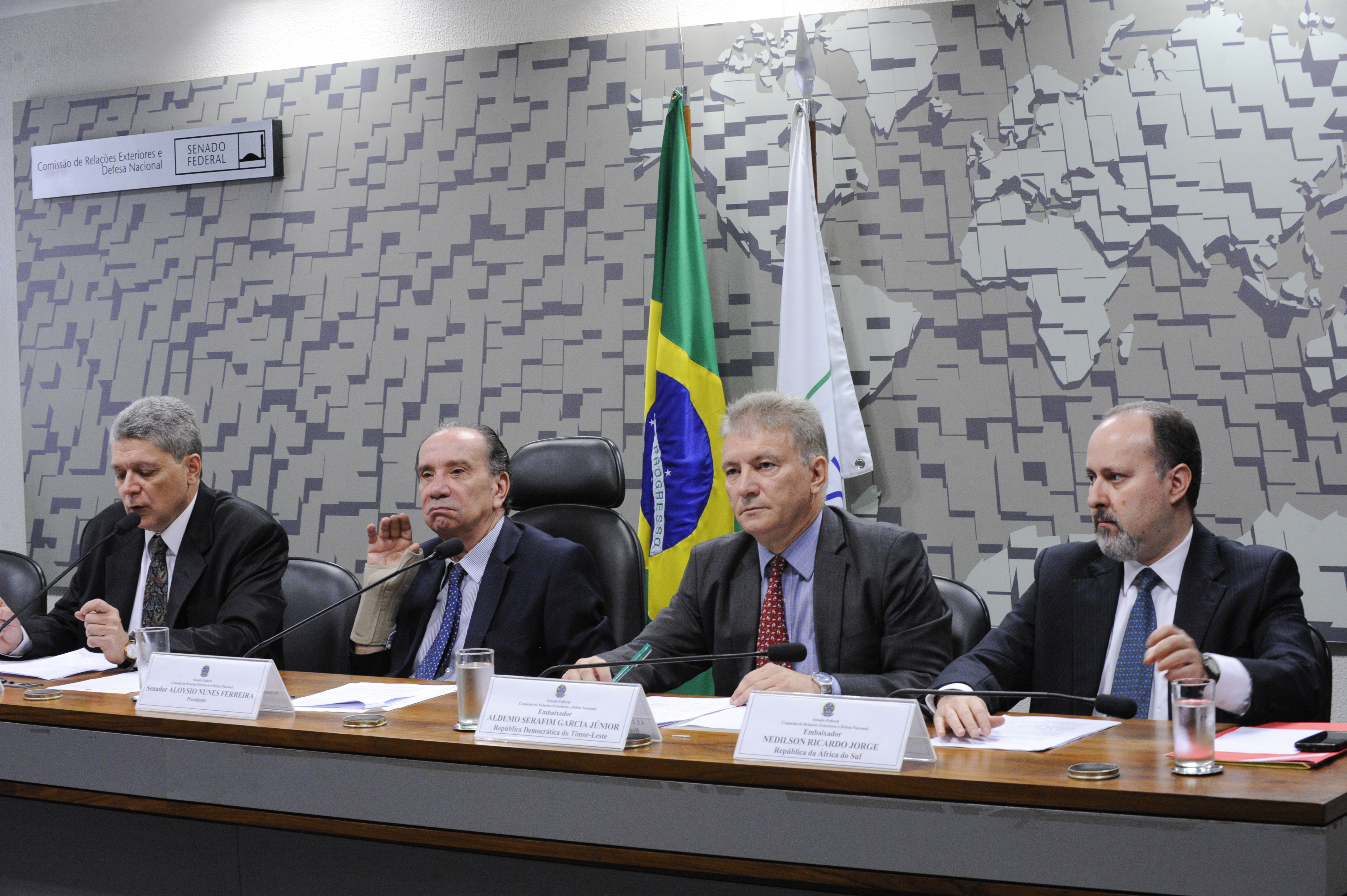
Sabatina na Comissão de Relações Exteriores e Defesa Nacional do Senado Federal, em junho de 2016, para ser indicado ao cargo de Embaixador do Brasil no Timor-Leste.

Aldemo Garcia 2023

Foi Embaixador do Brasil no Timor-Leste no período de 2016 a 2020, onde desenvolveu uma forte agenda centrada na cooperação técnica por meio da Agência Brasileira de Cooperação (ABC).  
Assumiu o cargo de Cônsul-Geral do Brasil em Hamamatsu, Japão, no início de 2021.
No novo cargo, vem realizando atividades de divulgação da imagem do Brasil e da cultura brasileira na província de Shizuoka, tais como eventos literários, apoio a escolas brasileiras, palestras, exposições de artistas plásticos, o lançamento do coletivo e três edições da exposição “ArteBrasil”, eventos musicais Bossa Brasil, quatro edições dos Jogos Escolares Brasileiros no Japão (JEBRA), torneios esportivos diversos, duas edições do “Brazilian Day Hamamatsu”, concurso de fotografia, concurso de mangá, lançamento de um mascote representativo da comunidade brasileira no Japão, duas edições da Feita do Micro e Pequeno Empreendedor Brasileiro no Japão, implantação do Bosque dos Ipês, entre outras atividades. E culminará com a criação do Centro Cultural Brasileiro em Hamamatsu.  

## Prêmios
- 2002: Medalha Comemorativa do Centenário do Presidente Juscelino Kubitschek em Prata, Ministério da Cultura
- 2004: Ordem do Rio Branco, Comendador[1]
- 2011: Medalha Presidente Juscelino Kubitschek do Governo de Minas Gerais[1]